# TECHINT
TECHINT (acronimo dell'inglese TECHnical INTelligence) è l'intelligence riguardante armi ed equipaggiamenti usati da forze armate straniere (cui spesso si fa riferimento con la locuzione inglese foreign materiel). La locuzione correlata, scientific and technical intelligence, si riferisce alle informazioni raccolte a livello strategico ovvero nazionale.
La TECHINT ha come fine principale evitare che le (proprie) forze armate siano vittima di sorpresa tecnologica. La conoscenza di caratteristiche e potenzialità dell'armamento nemico permette a ciascuna nazione di sviluppare le relative efficaci contromisure. A volte, le forze armate di un paese adottano tecnologie sviluppate da altri paesi. La Jerrycan  della Seconda guerra mondiale ne è un buon esempio.